# Johan Larsson i Örbyhus
Johan Larsson (Larsson i Örbyhus), född 22 juli 1877 i Vendels församling, död 26 februari 1947 i Vendel, var en svensk fabrikör och folkpartistisk politiker.
Johan Larsson, som ägde Bröderna Larssons Snickeri- & Skidfabrik i Örbyhus, var kommunalstämmans ordförande i Vendels landskommun 1925–1946 och kommunalnämndens ordförande 1924–1945. Han var även ledamot av Uppsala läns landsting 1925–1942.
Larsson var riksdagsledamot i första kammaren för Stockholms och Uppsala läns valkrets 1929–1938, och tillhörde före Folkpartiets bildande Frisinnade folkpartiet, som var riksdagsgrupp för Frisinnade landsföreningen. I riksdagen var han bland annat suppleant i bankoutskottet 1929–1930 samt i bevillningsutskottet 1931–1938. Som riksdagsledamot engagerade han sig bland annat i arbetslöshetsfrågor samt alkoholpolitik.